# جيمس هنري روبنسون بوند
جيمس هنري روبنسون بوند (بالإنجليزية: James Henry Robinson Bond)‏ هو عسكري جنوب أفريقي، ولد في 21 يوليو 1871، وتوفي في 14 يناير 1943.